# Peter Stock
Peter Stock, född 12 november 1974 i Haparanda, Norrbotten, är en svensk bandyspelare som spelat i klubbar som Karlsborgs BK, Torneå, Skutskärs IF Bandyklubb, IK Sirius BK och Bollnäs GoIF. Stock spelar numera i Kalix BF som mittfältare.

## Klubbar
- 1992-1999 Karlsborgs BK
- 1999-2000 Tornio PV
- 2000-2001 Skutskärs IF BK
- 2001-2004 IK Sirius BK
- 2004-2009 Bollnäs GIF
- 2009-2011 Haparanda-Torneå PV
- 2011- Kalix BF